# Šentjošt, Novo mesto
Šentjošt este o localitate din comuna Novo mesto, Slovenia, cu o populație de 109 locuitori.